# Cilleruelo de Abajo
Cilleruelo de Abajo – gmina w Hiszpanii, w prowincji Burgos, w Kastylii i León, o powierzchni 48,16 km². W 2011 roku gmina liczyła 268 mieszkańców.